# Colònia neerlandesa del Cap de Bona Esperança
La colònia neerlandesa del Cap de Bona Esperança coneguda simplement com a colònia del Cap fou durant 154 anys una colònia neerlandesa (1652-1806). Aquest article tracta de la història del període holandès.

## Antecedents
La història escrita de la colònia de Cap de Bona Esperança en el que és ara Sud-àfrica va començar quan l'explorador portuguès Bartolomeu Dias esdevingué el primer europeu modern a navegar més enllà del Cap de Bona Esperança el 1488. El1497, Vasco da Gama va navegar al llarg de tota la costa de Sud-àfrica en el seu camí a l'Índia, va ancorar a la badia de Santa Helena per 8 dies, i va fer una descripció detallada de l'àrea. El portuguesos, atrets per les riqueses d'Àsia, no van fer cap poblament permanent a la regió del Cap. En canvi, la Companyia Neerlandesa de les Índies Orientals (VOC) es va establir a l'àrea com a ubicació on els vaixells podrien abastir-se d'aigua i provisions.

## Primer poblament

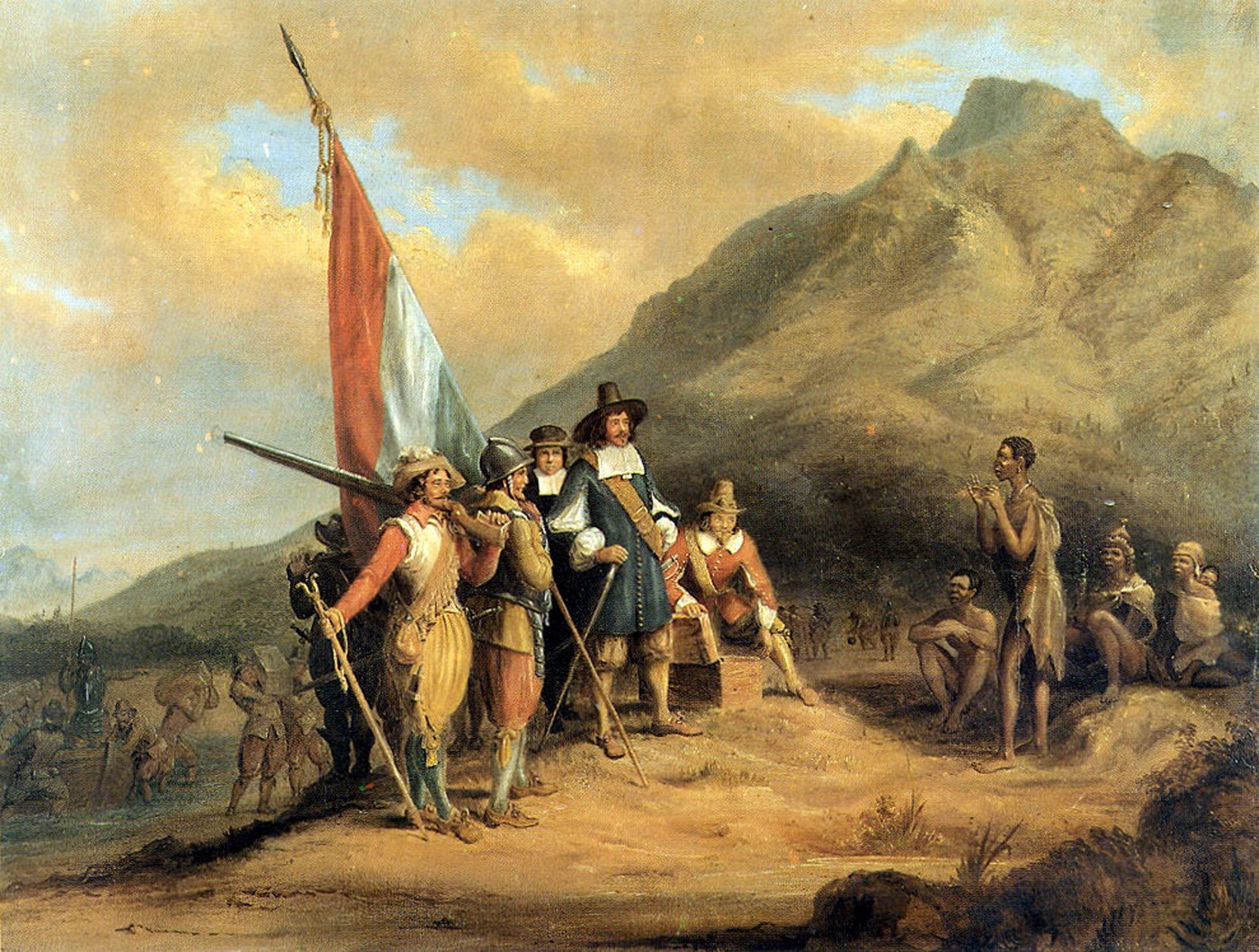
Una romantica representació de l'arribada de Jan Van Riebeeck a Table Bay (per Charles Bell)

El poblament per la Companyia Neerlandesa de les Índies Orientals (VOC) de l'àrea va començar el març de 1647, amb el naufragi del vaixell holandès Nieuwe Haarlem. Les víctimes del naufragi van construir un fort petit que van anomenar el "Fort de Sorra del Cap de Bona Esperança". S'hi van estar gairebé un any, fins que van ser rescatats per una flota de 12 vaixells sota les ordres de W.G. de Jong.
Després que el seu retorn a Holanda alguns dels nàufrags van provar de persuadir la Companyia Neerlandesa de les Índies Orientals per obrir un centre de comerç al Cap.
Una expedició de la Companyia Neerlandesa de les Índies Orientals (VOC) amb noranta colons calvinistes, sota les ordres de Jan van Riebeeck, va fundar el primer poblament permanent a prop del Cap de Bona Esperança el 1652. Jan van Riebeeck havia estat en un dels vaixells que havien rescatat als nàufrags, i en veure aquella terra, va decidir retornar-hi. Van arribar al port de la moderna Ciutat de Cap el 6 d'abril de 1652 amb cinc vaixells:
1. Reijer,
2. Oliphant,
3. Goede Congreny,
4. Walvisch,
5. Dromedaris.

El colons inicialment van construir amb argila i fusta un fortí, el qual va ser reemplaçat entre 1666 i 1679 pel Castell de Bona Esperança, el qual és ara l'edifici més vell de Sud-àfrica. La Colònia va començar pròpiament el 1671 amb la primera compra de terra als Khoikhoi (anomenats "Hotentots" pels colons) més enllà dels límits originals del fortí construït per van Riebeeck.

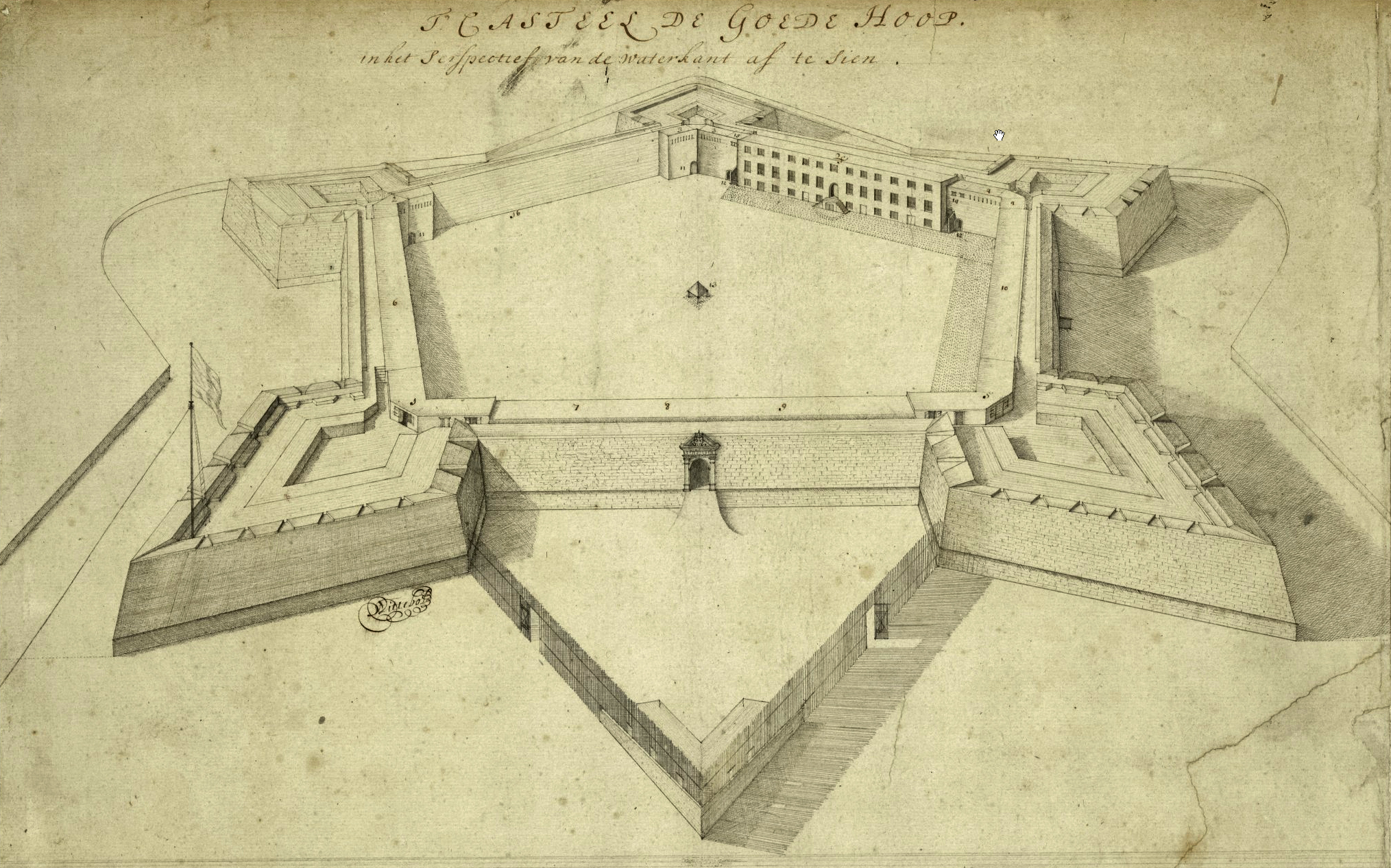
Croquis del pati del Castell de Bona Esperança el 1680

A llarg termini la política de la VOC era limitar el creixement de la colònia a una petita àrea definida clarament. Inicialment la VOC hi emprava un nombre petit de criats i empleats per produir aliments a la rodalia de la fortalesa mentre que obtenien bestiar dels hotentots (khoikhoi) de la zona. Repetits fracassos en la collita va convèncer a la companyia d'alliberar nou criats per esdevenir grangers (burgers) independents que produirien aliments en granges fora de control. Les concessions de terra van ser limitades fins a l'arribada a la colònia del nou governador-comandant Simon van der Stel el 1679.:31
Van der Stel va iniciar una política agrícola expansionista que va ser continuada pel seu fill William, augmentant així el nombre de granges a la colònia fins a 258 el 1705. El nombre de granges lliures de control gairebé havien estat doblades el 1731, quan eren 435 granges. La desigualtat d'ingressos va augmentar ràpidament en els anys primers del desenvolupament de la colònia i el 1731 només el 7% de la petita població de colons lliures controlada vers la meitat de la propietat privada a la colònia.:31
Els primers colonitzadors eren, majoritàriament, del classe baixa treballadora i van mostrar una actitud indiferent cap al desenvolupament de la colònia, però després que un comissari va ser enviat fora el 1685 per atreure més colons (settlers), un grup més escollit d'immigrants va començar a arribar. Els refugiats francesos van començar a arribar al Cap després de deixar el seu país per la revocació de l'Edicte de Nantes. Aquest petit grup d'immigrants va tenir una marcada influència en el caràcter dels colons holandesos. Per causa de la política instituïda el 1701 per la Companyia Neerlandesa de les Índies Orientals (VOC), que va dictar que les escoles haurien d'ensenyar exclusivament en llengua neerlandesa i les estrictes lleis d'assemblea, els hugonots van perdre a mitjan segle xviii la seva identitat distinta, i el coneixement del francès va desaparèixer. A finals del segle xviii la Colònia del Cap era un dels poblaments europeus més desenvolupats fora d'Europa o America.

## Economia
Els dos pilars de l'economia de la Colònia de Cap per gairebé tota la seva història foren la navegació i l'agricultura. La seva posició estratègica va significar que fins a l'obertura del Canal de Suez el 1869, cada navegació de vaixell entre Europa i Àsia s'havia de parar a Ciutat de Cap, capital de la colònia. El subministrament de vaixells amb provisions fresques, fruita i vi, va proporcionar un mercat molt gran pels excedents de la colònia.

## Expansió posterior

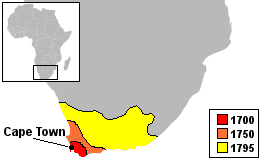
Expansió de la Colònia de Cap neerlandesa

Els colonitzadors del Cap gradualment van adquirir terra dels khoikhois al nord i est de la seva base a Ciutat del Cap. A més dels hotentots que morien en combats, tribus senceres de khoikhoi foren severament delmades per les epidèmies de verola de 1713 i 1755. Les tribus restants van mantenir la seva independència, però la majoria dels khoikhois va agafar feines amb els colonitzadors com a pastors. La Companyia Neerlandesa de les Índies Orientals (VOC) va aprovar una llei el 1787 sotmetent els restants nòmades Khoikhoi a certes restriccions. L'efecte directe d'aquesta llei fou fer als khoikhoi encara més dependents dels pagesos-grangers, o per obligar-los a emigrar cap al nord, darrere del límit de la colònia. Els qui van escollir això últim van trobar l'hostilitat dels seus vells enemics, els san, que habitaven les planes situades entre les muntanyes Nieuwveld i Sneeuwberg i el riu Orange.

## Conflictes amb la Companyia Neerlandesa de les Índies Orientals
Ni l'hostilitat dels nadius, ni la lluita per fer l'agricultura profitosa al Karoo o veld (zones semidesèrtiques) va alentir el progrés fet pels colonitzadors com ho va fer la política estreta i tirànica adoptada per la Companyia Neerlandesa de les Índies Orientals (VOC). L'Empresa va aturar la política de la colònia d'immigració oberta, va monopolitzar el comerç, va combinar els poders administratiu, legislatiu i judicial en un cos, va dir els pagesos el que havien de cultivar, va reclamar un percentatge força gran de la collita de cada pagès, i els va sotmetre a un assetjament constant. Això va tendir a descoratjar el posterior desenvolupament d'indústria i empresa. D'aquestes arrels va venir una aversió a un govern ordenat, i un punt de vista llibertari que ha caracteritzat el "boers" o pagesos holandesos per moltes generacions. Buscant en gran part fugir de l'opressió de la Companyia Neerlandesa de les Índies Orientals (VOC), els pagesos emigraren (trekk) més lluny i més lluny de la seu del govern. La companyia, per controlar aquests emigrants, va establir una magistratura a Swellendam el 1745 i un altre a Graaff Reinet el 1786. Les autoritats van declarar el riu Gamtoos com la frontera oriental de la colònia, però el trekkers aviat el van travessar. Per evitar col·lisions amb els bantus, les tribus que avançaven cap al sud i l'oest des de l'Àfrica centro oriental, els holandesos van acordar el 1780 establir el Great Fish River (Riu del Gran Peix) com la frontera de la colònia. El 1795 els bòers, fortament gravats dels districtes de la frontera, qui no rebien de fet cap protecció contra els africans, va expulsar els oficials de la Companyia Neerlandesa de les Índies Orientals (VOC), i governs independents es van establir a Swellendam i a Graaff Reinet.
Els Països Baixos van caure en mans de l'exèrcit francès sota el lideratge de Napoleó Bonaparte el 1795. Reaccionant davant la debilitat de la Companyia Neerlandesa de les Índies Orientals (VOC) sa holdings, un exèrcit britànic sota el General Sir James Henry Craig va desembarcar a Ciutat de Cap per assegurar la colònia pel "Stadtholder" Príncep Guillem V d'Orange contra l'amenaça francesa. El governador de Ciutat de Cap va rebutjar al principi obeir les instruccions del príncep, però després que el britànic va amenaçar d'utilitzar la força, va capitular. El bòers de Graaff Reinet no es va rendir fins que un exèrcit hi fou enviat en contra el 1799, però el 1801 es van tornar a revoltar. El febrer de 1803, arran de la Pau de Amiens, la colònia va passar sota el control de la República Batava, fet que acabà l'ocupació britànica, però el 1806 la van tornar a ocupar, fou abolida la república Batava i van establir la colònia britànica, que els fou cedida definitivament pels holandesos el 1814 en la convenció de Londres.